# Предел Хаяси
Предел Хаяси — величина максимального радиуса звезды при заданной массе. Когда звезда полностью находится в состоянии гидростатического равновесия — то есть когда направленные внутрь силы гравитации уравновешиваются направленным наружу давлением плазмы, её радиус не может превышать предел Хаяси. Это имеет важное значение для эволюции звёзд, как на стадии формирования и, в большинстве случаев, вхождения в главную последовательность, так и позже, при исчерпании большей части водорода в ходе термоядерной реакции.
Диаграмма Герцшпрунга — Рассела показывает отношение поверхностной температуры звезды к её светимости. На этой диаграмме предел Хаяси образует почти вертикальную линию около отметки 2500 К. При этом протозвёзды с массой менее 3 M⊙ имеют конвективный слой, распространяющийся на всю глубину, а с большей массой — нет, и модели полностью конвективных звёзд не дают решений, расположенных справа от этой линии. Таким образом, абсолютное большинство звёзд находятся на диаграмме слева от предела Хаяси, пока они находятся в гидростатическом равновесии, а область справа от линии представляет собой «запрещённую зону». Исключения составляют коллапсирующие протозвёзды, а также звёзды с магнитными полями, которые препятствуют внутреннему переносу энергии посредством конвекции.
Назван в честь японского астрофизика Тюсиро Хаяси.